# Maladera sprecherae
Maladera sprecherae är en skalbaggsart som beskrevs av Ahrens 2004. Maladera sprecherae ingår i släktet Maladera och familjen Melolonthidae. Inga underarter finns listade i Catalogue of Life.